# Cirkus Rhodin
Cirkus Rhodin är en mindre svensk cirkus, startad 2008 med sin bas i Malmö.
Cirkus Rhodin drivs av Diana Rhodin från den gamla cirkusfamiljen Rhodin, vilken i Sverige utgår från Brazil Jack (1871 -1952) vilken grundade Cirkus Brazil Jack 1899. Dianas far Trolle Rhodin (1917-1997) var son till Brazil Jack och ledde Cirkus Zoo tillsammans med sin hustru Ingeborg Rhodin (1929-2015), född Gautier, som då uppträdde som artist på hästryggen. 
Cirkus Zoo turnerade över hela Europa och uppträdde även tillsammans med Ringling Brothers and Barnum and Bailey Circus i USA, där Trolle Rhodin var manager under många år. 
Tillsammans med släkten Rhodins andra cirkus, Cirkus Brazil Jack, har man sin hemmabas och vinterkvarter på gården Mariedal i södra Malmö och turnerar delvis under sommarhalvåret. 
2020 sändes filmen "Den sista cirkusprinsessan" som skildrar Simona Yulia Rhodin och cirkusens liv under några år på turné genom landet. Filmen regisserades av fotografen Åsa Sjöström.